# Jacques Beurlet
Jacques Beurlet (ur. 21 grudnia 1944 w Marche-en-Famenne, zm. 26 września 2020) – belgijski piłkarz występujący podczas kariery na pozycji obrońcy.

## Kariera klubowa
Prawie całą piłkarską karierę Jacques Beurlet spędził w Standardzie Liège. Występował w nim w latach 1963–1974. Ze Standardem czterokrotnie zdobył mistrzostwo Belgii w 1963, 1969, 1970, 1971 oraz dwukrotnie Puchar Belgii w 1966 i 1967. W barwach Standardu Beurlet rozegrał 348 spotkań i strzelił 12 bramek. W sezonie 1974/1975 grał w Royale Union Saint-Gilloise.

## Kariera reprezentacyjna
W reprezentacji Belgii Jacques Beurlet występował w latach 1968–1969. W 1970 uczestniczył w mistrzostwach świata. Na Mundialu w Meksyku był rezerwowym i nie wystąpił w żadnym meczu. Ogółem w reprezentacji Belgii rozegrał 3 mecze.